# Bartolomeo degli Erri
Bartolomeo degli Erri (* um 1432 in Modena; um 1482 ebenda) war ein italienischer Maler.
Bartolomeo degli Erri schuf wie sein jüngerer Bruder Agnolo religiöse Bilder. In seinen Werken lässt sich der Einfluss der Künstler Francesco del Cossa und Piero della Francesca auf der Gebrüder Erri erkennen.

## Werke (Auswahl)

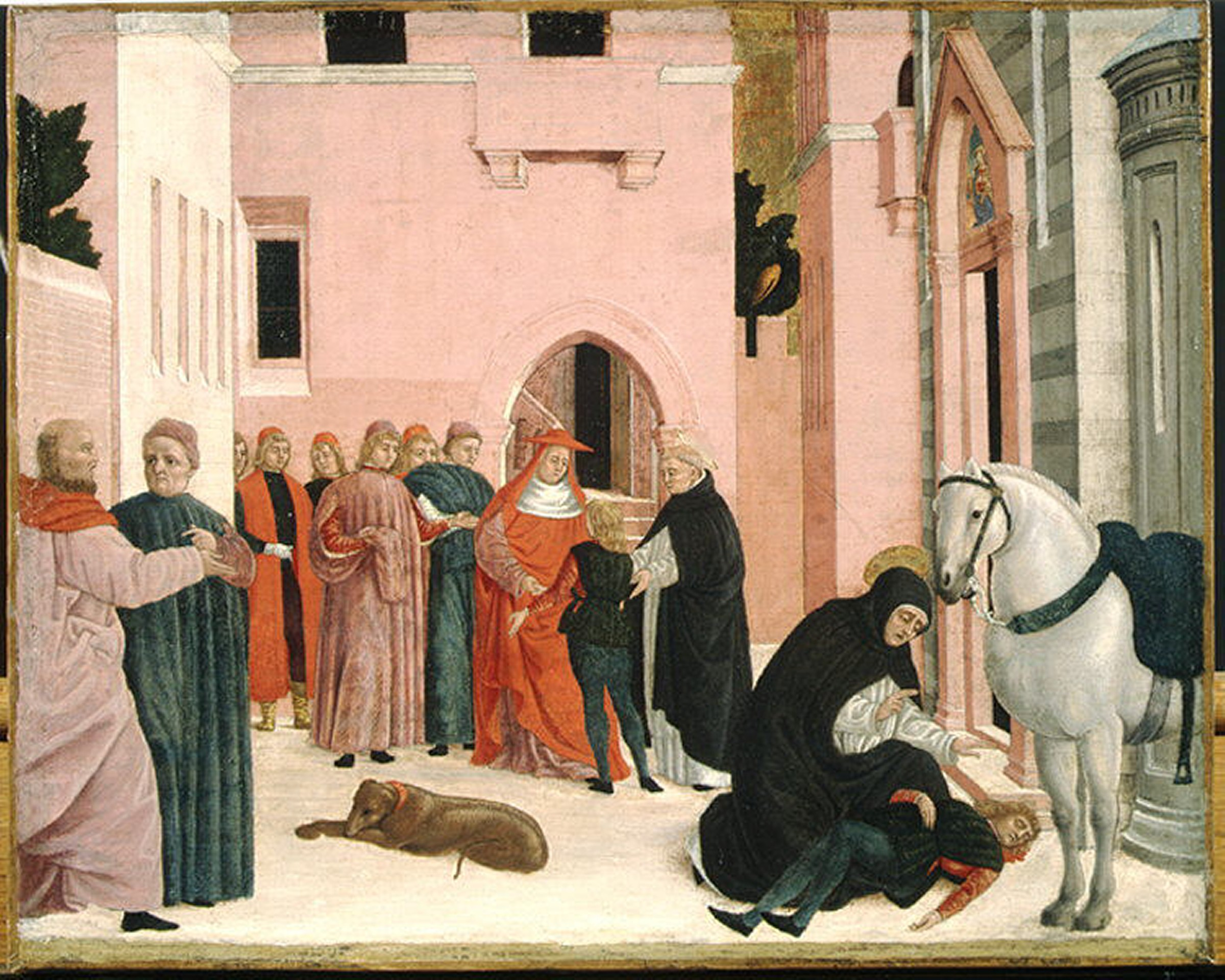
Heiliger Dominikus wiedererweckt Napoleone Orsini, New York, Metropolitan Museum Inv. 22.60.59, zwischen 1467 und 1474
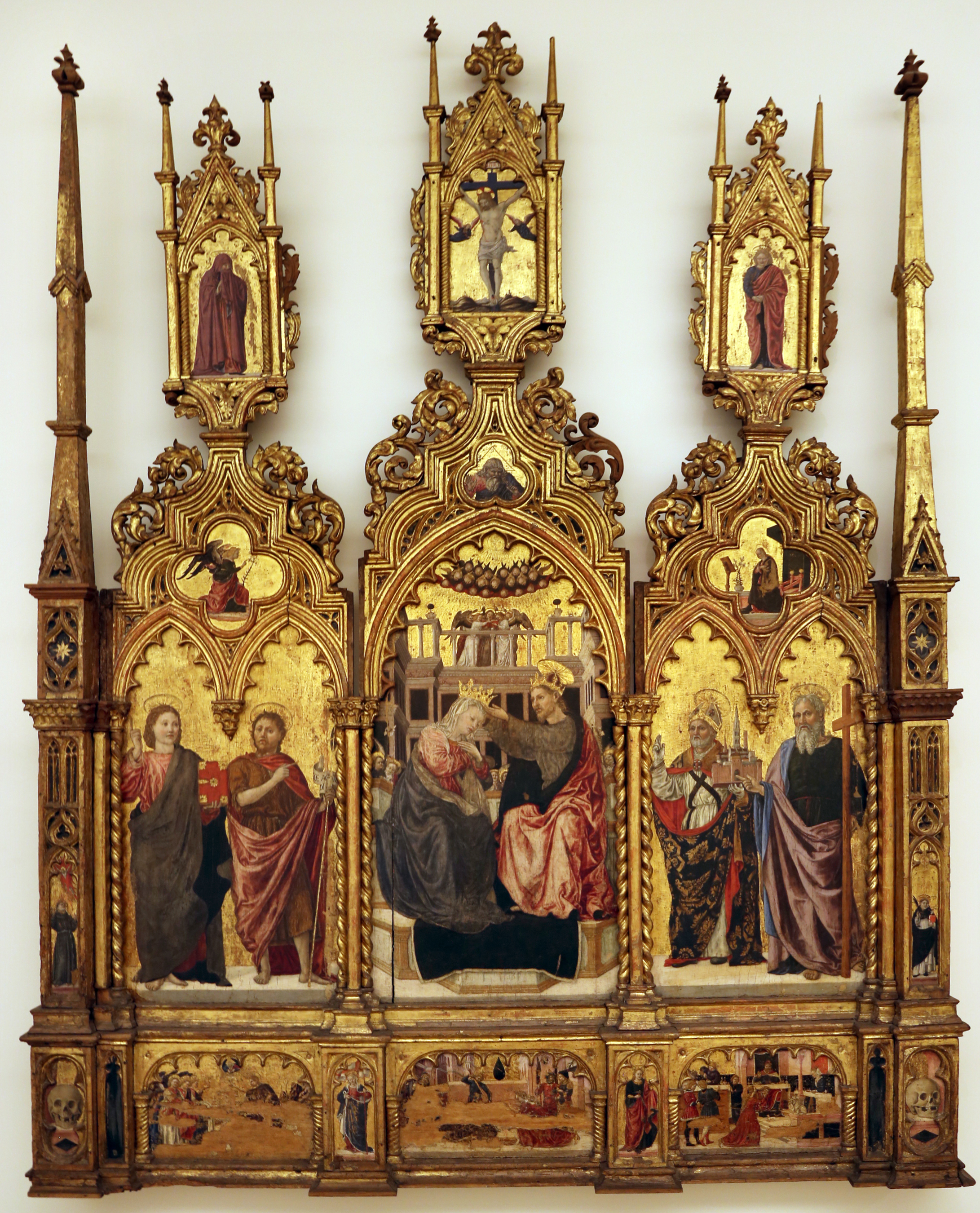
Altar, Modena, Palazzo dei Musei, wischen 1462 und 1466
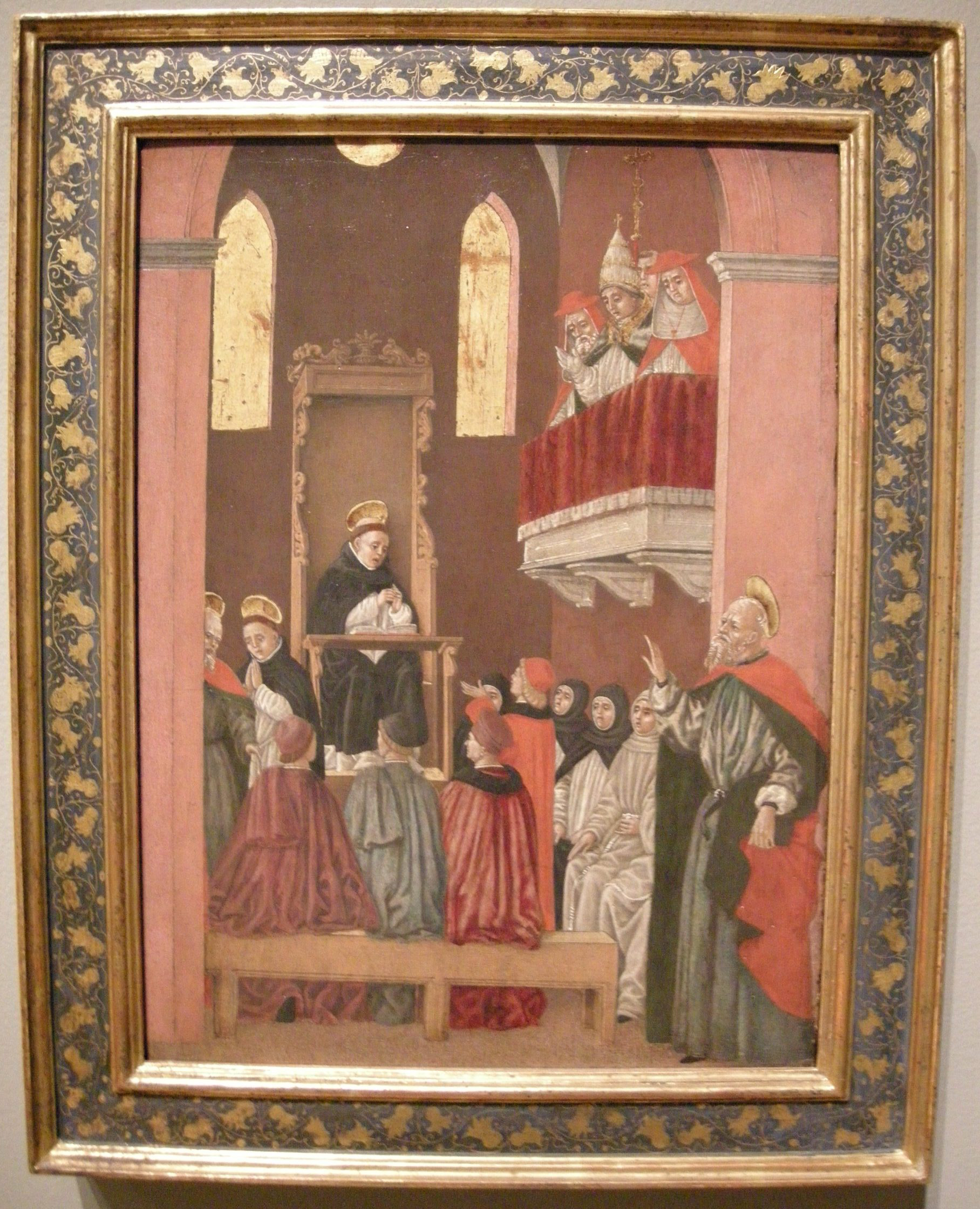
Szene aus dem Leben des Heiligen Thomas von Aquin, Fine Arts Museums of San Francisco, um 1470